# British Academy Film Award du meilleur son
Le British Academy Film Award du meilleur son (British Academy Film Award for Best Sound) est une récompense cinématographique britannique décernée depuis 1969 par la British Academy of Film and Television Arts (BAFTA) lors de la cérémonie annuelle des British Academy Film Awards.

## Palmarès
Note : les gagnants sont indiqués en gras. Les années indiquées sont celles au cours desquelles la cérémonie a eu lieu, soit l'année suivant leur sortie en salles (au Royaume-Uni).
Le symbole ♕ rappelle le gagnant et ♙ une nomination à l'Oscar du meilleur mixage de son la même année.

### Années 1960
- 1969 : 2001, l'Odyssée de l'espace (2001: A Space Odyssey) – Winston Ryder
  - La Charge de la brigade légère (The Charge of the Light Brigade) – Simon Kaye
  - Le Lion en hiver (The Lion in Winter) – Chris Greenham
  - Oliver ! (Oliver!) – John Cox ; Bob Jones ♕
  - Trains étroitement surveillés (Ostre sledované vlaky) – Jirí Pavlik

### Années 1970
- 1970 : Ah Dieu ! que la guerre est jolie (Oh! What a Lovely War) – Don Challis ; Simon Kaye
  - Bullitt – Ed Scheid ♙
  - La Bataille d'Angleterre (Battle of Britain) – Teddy Mason ; Jim Shields
  - Isadora – Terry Rawlings
  - Love (Women in Love) – Terry Rawlings
- 1971 : Butch Cassidy et le Kid (Butch Cassidy and the Sundance Kid) – Don Hall ; David Dockendorf ; William Edmondson ♙
  - M*A*S*H (MASH) – Don Hall ; David Dockendorf ; Bernard Freericks
  - La Fille de Ryan (Ryan's Daughter) – Winston Ryder ; Gordon K. McCallum ♙
  - Patton – Don Hall ; Douglas O. Williams ; Don J. Bassman ♕
- 1972 : Mort à Venise (Morte a Venezia) – Vittorio Trentino ; Giuseppe Muratori
  - Un violon sur le toit (Fiddler on the Roof) – Les Wiggins ; David Hildyard ; Gordon K. McCallum ♕
  - Le Messager (The Go-Between) – Garth Craven ; Peter Handford ; Hugh Strain
  - Un dimanche comme les autres (Sunday Bloody Sunday) – David Campling ; Simon Kaye ; Gerry Humphreys
- 1973 : Cabaret – David Hildyard ; Robert Knudson ; Arthur Piantadosi ♕
  - Orange mécanique (A Clockwork Orange) – Brian Blamey ; John Jordan ; Bill Rowe
  - Délivrance (Deliverance) – Jim Atkinson ; Walter Goss (en) ; Doug E. Turner
  - French Connection (The French Connection) – Christopher Newman ; Theodore Soderberg ♙
- 1974 : Jesus Christ Superstar – Les Wiggins ; Gordon K. McCallum ; Keith Grant
  - Le Charme discret de la bourgeoisie – Guy Villette ; Luis Buñuel
  - Chacal (The Day of the Jackal) – Nicholas Stevenson ; Bob Allen
  - Ne vous retournez pas (Don't Look Now) – Rodney Holland ; Peter Davies ; Bob Jones
- 1975 : Conversation secrète (The Conversation) – Art Rochester (en) ; Nathan Boxer ; Michael Evje ; Walter Murch ♙
  - Tremblement de terre (Earthquake) – Melvin M. Metcalfe Sr. ; Ronald Pierce ♕
  - L'Exorciste (The Exorcist) – Christopher Newman ; Jean-Louis Ducarme ; Robert Knudson ; Fred J. Brown ; Bob Fine ; Ross Taylor ; Ron Nagel ; Doc Siegel ; Gonzalo Gavira ; Hal Landaker ♕
  - Gold – Alan Soames ; Rydal Love ; Michael Crouch ; John W. Mitchell ; Gordon K. McCallum
- 1976 : Nashville – William A. Sawyer ; James E. Webb ; Chris McLaughlin ; Richard Portman
  - Un après-midi de chien (Dog Day Afternoon) – Jack Fitzstephens ; Richard P. Cirincione ; Sanford Rackow ; Stephen A. Rotter ; James Sabat ; Dick Vorisek
  - Les Dents de la mer (Jaws) – John R. Carter ; Robert L. Hoyt ♕
  - Rollerball – Les Wiggins ; Archie Ludski ; Derek Ball ; Gordon K. McCallum
- 1977 : Bugsy Malone – Les Wiggins ; Clive Winter ; Ken Barker
  - Les Hommes du président (All the President's Men) – Milton C. Burrow ; James E. Webb ; Les Fresholtz ; Arthur Piantadosi ; Rick Alexander ♕
  - Vol au-dessus d'un nid de coucou (One Flew Over the Cuckoo's Nest) – Mary McGlone ; Robert R. Rutledge ; Veronica Selver ; Larry Jost ; Mark Berger
  - Pique-nique à Hanging Rock (Picnic at Hanging Rock) – Greg Bell ; Don Connolly
- 1978 : Un pont trop loin (A Bridge Too Far) – Peter Horrocks ; Gerry Humphreys ; Simon Kaye ; Robin O'Donoghue ; Les Wiggins
  - Network – Jack Fitzstephens ; Marc Laub ; Sanford Rackow ; James Sabat ; Dick Vorisek
  - New York, New York – Kay Rose ; Michael Colgan ; James Fritch ; Larry Jost ; Richard Portman
  - Une étoile est née (A Star Is Born) – Robert Glass ; Robert Knudson ; Marvin I. Kosberg ; Tom Overton ; Josef von Stroheim ; Dan Wallin ♙
- 1979 : Star Wars, épisode IV : Un nouvel espoir (Star Wars Episode IV: A New Hope) – Sam Shaw ; Robert R. Rutledge ; Gordon Davidson ; Gene Corso ; Derek Ball ; Don MacDougall ; Bob Minkler ; Ray West ; Michael Minkler ; Les Fresholtz ; Richard Portman ; Ben Burtt ♕
  - Rencontres du troisième type (Close Encounters of the Third Kind) – Gene S. Cantamessa ; Robert Knudson ; Don MacDougall ; Robert Glass ; Stephen Katz ; Frank E. Warner ; Richard Oswald ♙
  - La Fièvre du samedi soir (Saturday Night Fever) – Michael Colgan ; Les Lazarowitz ; John Wilkinson ; Robert W. Glass Jr. ; John T. Reitz
  - Superman – Chris Greenham ; Gordon K. McCallum ; Peter Pennell ; Mike Hopkins ; Pat Foster ; Stan Fiferman ; John Foster ; Roy Charman ; Norman Bolland ; Brian Marshall ; Charles Schmitz ; Richard Raguse ; Chris Large ♙

### Années 1980
- 1980 : Alien – Le huitième passager (Alien) – Derrick Leather ; Jim Shields ; Bill Rowe
  - Manhattan – James Sabat ; Dan Sable ; Jack Higgins
  - Apocalypse Now – Nathan Boxer ; Richard P. Cirincione ; Walter Murch ♕
  - Voyage au bout de l'enfer (The Deer Hunter) – C. Darin Knight ; James J. Klinger ; Richard Portman ♕
- 1981 : Fame – Christopher Newman ; Les Wiggins ; Michael J. Kohut (en) ♙
  - Que le spectacle commence (All That Jazz) – Maurice Schell ; Christopher Newman ; Dick Vorisek
  - Don Giovanni – Jean-Louis Ducarme ; Jacques Maumont ; Michelle Nenny
  - The Rose – James E. Webb ; Chris McLaughlin ; Kay Rose ; Theodore Soderberg ♙
  - Star Wars, épisode V : L'Empire contre-attaque (Star Wars Episode V: The Empire Strikes Back) – Peter Sutton ; Ben Burtt ; Bill Varney ♕
- 1982 : La Maîtresse du lieutenant français (The French Lieutenant's Woman) – Don Sharpe ; Ivan Sharrock ; Bill Rowe
  - Les Chariots de feu (Chariots of Fire) – Clive Winter ; Bill Rowe ; Jim Shields
  - Nashville Lady (Coal Miner's Daughter) – Gordon Ecker ; James R. Alexander ; Richard Portman ; Roger Heman Jr. ♙
  - Les Aventuriers de l'arche perdue (Raiders of the Lost Ark) – Roy Charman ; Ben Burtt ; Bill Varney ♕
- 1983 : The Wall (Pink Floyd The Wall) – James Guthrie ; Eddy Joseph ; Clive Winter ; Graham V. Hartstone ; Nicolas Le Messurier
  - Blade Runner – Peter Pennell ; Bud Alper ; Graham V. Hartstone ; Gerry Humphreys
  - E.T. l'extra-terrestre (E.T. the Extra-Terrestrial) – Charles L. Campbell ; Gene S. Cantamessa ; Robert Knudson ; Robert Glass ; Don Digirolamo ♕
  - Gandhi – Jonathan Bates ; Simon Kaye ; Gerry Humphreys ; Robin O'Donoghue ♙
- 1984 : WarGames – Willie D. Burton ; Michael J. Kohut (en) ; William L. Manger ♙
  - Flashdance – James E. Webb ; Robert Knudson ; Robert Glass ; Don Digirolamo
  - Star Wars, épisode VI : Le Retour du Jedi (Star Wars Episode VI: Return of the Jedi) – Ben Burtt ; Tony Dawe ; Gary Summers ♙
  - La Traviata – Cesare D'Amico ; Jean-Louis Ducarme ; Claude Villand ; Federico Savina
- 1985 : La Déchirure (The Killing Fields) – Ian Fuller ; Clive Winter ; Bill Rowe
  - Carmen – Carlos Faruelo ; Alfonso Marcos ; Antonio Illán
  - Greystoke, la légende de Tarzan (Greystoke: The Legend of Tarzan, Lord of the Apes) – Ivan Sharrock ; Gordon K. McCallum ; Les Wiggins ; Roy Baker
  - Indiana Jones et le Temple maudit (Indiana Jones and the Temple of Doom) – Ben Burtt ; Simon Kaye ; Laurel Ladevich
- 1986 : Amadeus – John Nutt ; Christopher Newman ; Mark Berger ♕
  - Carmen – Hugues Darmois ; Harald Maury ; Dominique Hennequin ; Bernard Leroux
  - Chorus Line (A Chorus Line) – Jonathan Bates ; Christopher Newman ; Gerry Humphreys ♙
  - Cotton Club (The Cotton Club) – Edward Beyer ; Jack C. Jacobsen ; David Carroll
- 1987 : Out of Africa – Tom McCarthy Jr. ; Peter Handford ; Chris Jenkins ♕
  - Aliens, le retour (Aliens) – Don Sharpe ; Roy Charman ; Graham V. Hartstone ♙
  - Mission (The Mission) – Ian Fuller ; Bill Rowe ; Clive Winter
  - Chambre avec vue (A Room with a View) – Tony Lenny ; Ray Beckett ; Richard King
- 1988 : Cry Freedom – Jonathan Bates ; Simon Kaye ; Gerry Humphreys
  - Full Metal Jacket – Nigel Galt ; Edward Tise ; Andy Nelson
  - La Guerre à sept ans (Hope and Glory) – Ron Davis ; Peter Handford ; John Hayward
  - Radio Days – Robert Hein ; James Sabat ; Lee Dichter
- 1989 : Empire du soleil (Empire of the Sun) – Charles L. Campbell ; Louis L. Edemann ; Robert Knudson ; Tony Dawe ♙
  - Bird – Alan Robert Murray ; Robert G. Henderson ; Willie D. Burton ; Les Fresholtz ♕
  - Good Morning, Vietnam – Bill Phillips ; Clive Winter ; Terry Porter
  - Le Dernier Empereur (The Last Emperor) – Ivan Sharrock ; Bill Rowe ; Les Wiggins ♕

### Années 1990
- 1990 : Mississippi Burning – Bill Phillips ; Danny Michael ; Robert J. Litt ; Elliot Tyson ; Rick Kline ♙
  - Batman – Don Sharpe ; Tony Dawe ; Bill Rowe
  - Henry V – Campbell Askew ; David Crozier ; Robin O'Donoghue
  - Indiana Jones et la Dernière Croisade (Indiana Jones and the Last Crusade) – Richard Hymns ; Tony Dawe ; Ben Burtt ; Gary Summers ; Shawn Murphy ♙
- 1991 : Susie et les Baker Boys (The Fabulous Baker Boys) – J. Paul Huntsman ; Stephan von Hase ; Chris Jenkins ; Gary Alexander ; Doug Hemphill
  - Dick Tracy – Dennis Drummond ; Thomas Causey ; Chris Jenkins ; David E. Campbell ; Doug Hemphill ♙
  - À la poursuite d'Octobre Rouge (The Hunt for Red October) – Cecelia Hall ; George Watters II ; Richard Bryce Goodman ; Don J. Bassman ♙
  - Sailor et Lula (Wild at Heart) – Randy Thom ; Richard Hymns ; Jon Huck ; David Parker
- 1992 : Terminator 2 : Le Jugement dernier (Terminator 2: Judgment Day) – Lee Orloff ; Tom Johnson ; Gary Rydstrom ; Gary Summers ♕
  - Les Commitments (The Commitments) – Clive Winter ; Eddy Joseph ; Andy Nelson ; Tom Perry ; Steve Pederson
  - Danse avec les loups (Dances with Wolves) – Jeffrey Perkins ; Bill W. Benton ; Gregory H. Watkins ; Russell Williams ♕
  - Le Silence des agneaux (The Silence of the Lambs) – Skip Lievsay ; Christopher Newman ; Tom Fleischman ♙
- 1993 : JFK – Tod A. Maitland ; Wylie Statesman ; Michael D. Wilhoit ; Michael Minkler ; Gregg Landaker ♙
  - Le Dernier des Mohicans (The Last of the Mohicans) – Simon Kaye ; Lon Bender ; Larry Kemp ; Paul Massey ; Doug Hemphill ; Mark Smith ; Chris Jenkins ♕
  - Ballroom Dancing (Strictly Ballroom) – Antony Gray ; Ben Osmo ; Roger Savage ; Ian McLoughlin ; Phil Judd
  - Impitoyable (Unforgiven) – Alan Robert Murray ; Walter Newman ; Rob Young ; Les Fresholtz ; Vern Poore ; Rick Alexander ♙
- 1994 : Le Fugitif (The Fugitive) – John Leveque ; Bruce Stambler ; Becky Sullivan ; Scott D. Smith ; Donald O. Mitchell ; Michael Herbick (en) ; Frank A. Montaño ♙
  - Jurassic Park – Richard Hymns ; Ron Judkins ; Gary Summers ; Gary Rydstrom ; Shawn Murphy ♕
  - La Leçon de piano (The Piano) – Lee Smith ; Tony Johnson ; Gethin Creagh
  - La Liste de Schindler (Schindler's List) – Charles L. Campbell ; Louis L. Edemann ; Robert Jackson ; Ron Judkins ; Andy Nelson ; Steve Pederson ; Scott Millan ♙
- 1995 : Speed – Stephen Hunter Flick ; Gregg Landaker ; Steve Maslow ; Bob Beemer ; David MacMillan ♕
  - Backbeat : Cinq Garçons dans le vent – Glenn Freemantle ; Chris Munro ; Robin O'Donoghue
  - Le Roi lion (The Lion King) – Terry Porter ; Mel Metcalfe ; David Hudson ; Doc Kane
  - Pulp Fiction – Stephen Hunter Flick ; Ken King ; Rick Ash ; Dean A. Zupancic
- 1996 : Braveheart – Per Hallberg ; Lon Bender ; Brian Simmons ; Andy Nelson ; Scott Millan ; Anna Behlmer
  - Apollo 13 – David MacMillan ; Rick Dior ; Scott Millan ; Steve Pederson ♕
  - GoldenEye – Jim Shields ; David John ; Graham V. Hartstone ; John Hayward ; Michael A. Carter
  - La Folie du roi George (The Madness of King George || Christopher Ackland ; David Crozier ; Robin O'Donoghue
- 1997 : Shine – Jim Greenhorn ; Toivo Lember ; Livia Ruzic ; Roger Savage ; Gareth Vanderhope
  - Le Patient anglais (The English Patient) – Mark Berger ; Pat Jackson ; Walter Murch ; Christopher Newman ; David Parker ; Ivan Sharrock ♕
  - Evita – Anna Behlmer ; Eddy Joseph ; Andy Nelson ; Ken Weston ; Nigel Wright ♙
  - Independence Day – Bob Beemer ; Bill W. Benton ; Chris Carpenter ; Sandy Gendler ; Val Kuklowsky ; Jeff Wexler ♙
- 1998 : L.A. Confidential – Terry Rodman, Roland N. Thai, Kirk Francis, Andy Nelson, Anna Behlmer, John Leveque ♙
  - The Full Monty - Le Grand Jeu (The Full Monty) – Alistair Crocker, Adrian Rhodes et Ian Wilson
  - Roméo + Juliette (William Shakespeare's Romeo + Juliet) – Gareth Vanderhope, Rob Young, Roger Savage
  - Titanic – Gary Rydstrom, Tom Johnson, Gary Summers, Mark Ulano ♕
- 1999 : Il faut sauver le soldat Ryan (Saving Private Ryan) – Gary Rydstrom ; Ron Judkins ; Gary Summers ; Andy Nelson ; Richard Hymns ♕
  - Hilary et Jackie (Hilary and Jackie) – Nigel Heath ; Julian Slater ; David Crozier ; Ray Merrin ; Graham Daniel
  - Little Voice – Peter Lindsay ; Rodney Glenn ; Ray Merrin ; Graham Daniel
  - Shakespeare in Love – Peter Glossop ; John Downer ; Robin O'Donoghue ; Dominic Lester ♙

### Années 2000
- 2000 : Matrix (The Matrix) – David Lee ; John T. Reitz ; Gregg Rudloff ; David E. Campbell ; Dane A. Davis ♕
  - American Beauty – Scott Martin Gershin ; Scott Millan ; Bob Beemer ; Richard Van Dyke
  - Star Wars, épisode I : La Menace fantôme (Star Wars Episode I: The Phantom Menace) – Ben Burtt ; Tom Bellfort ; John Midgley ; Gary Rydstrom ; Tom Johnson ; Shawn Murphy ♙
  - Buena Vista Social Club – Martin Müller ; Jerry Boys
- 2001 : Presque célèbre (Almost Famous) – Jeff Wexler ; Doug Hemphill ; Rick Kline ; Paul Massey ; Michael D. Wilhoit
  - Billy Elliot – Mark Holding ; Mike Prestwood Smith ; Zane Hayward
  - Gladiator – Ken Weston ; Scott Millan ; Bob Beemer ; Per Hallberg ♕
  - En pleine tempête (The Perfect Storm) – Keith A. Wester ; John T. Reitz ; Gregg Rudloff ; David E. Campbell ; Wylie Statesman ; Kelly Cabral ♙
  - Tigre et Dragon (卧虎藏龙) – Drew Kunin ; Reilly Steele ; Eugene Gearty ; Robert Fernandez || ||
- 2002 : Moulin Rouge (Moulin Rouge!) – Andy Nelson ; Anna Behlmer ; Roger Savage ; Guntis Sics ; Gareth Vanderhope ; Antony Gray ♙
  - La Chute du faucon noir (Black Hawk Down) – Chris Munro ; Per Hallberg ; Michael Minkler ; Myron Nettinga ; Karen M. Baker ♕
  - Harry Potter à l'école des sorciers (Harry Potter and the Philosopher's Stone) – John Midgley ; Eddy Joseph ; Ray Merrin ; Graham Daniel ; Adam Daniel
  - Le Seigneur des anneaux : La Communauté de l'anneau (The Lord of the Rings: The Fellowship of the Ring) – David Farmer ; Hammond Peek ; Christopher Boyes ; Gethin Creagh ; Michael Semanick ; Ethan Van der Ryn ; Mike Hopkins ♙
  - Shrek – Andy Nelson ; Anna Behlmer ; Wylie Statesman ; Lon Bender
- 2003 : Chicago – Michael Minkler ; Dominick Tavella ; David Lee ; Maurice Schell ♕
  - Gangs of New York – Tom Fleischman ; Ivan Sharrock ; Eugene Gearty ; Philip Stockton ♙
  - Harry Potter et la Chambre des secrets (Harry Potter and the Chamber of Secrets) – Randy Thom ; Dennis Leonard ; John Midgley ; Ray Merrin ; Graham Daniel ; Rick Kline
  - Le Seigneur des anneaux : Les Deux Tours (The Lord of the Rings: The Two Towers) – Ethan Van der Ryn ; David Farmer ; Mike Hopkins ; Hammond Peek ; Christopher Boyes ; Michael Semanick ; Michael Hedges ♙
  - Le Pianiste (The Pianist) – Jean-Marie Blondel ; Dean Humphreys ; Gérard Hardy
- 2004 : Master and Commander : De l'autre côté du monde (Master and Commander: The Far Side of the World) – Richard King ; Doug Hemphill ; Paul Massey ; Art Rochester (en) ♙
  - Retour à Cold Mountain (Cold Mountain) – Eddy Joseph ; Ivan Sharrock ; Walter Murch ; Mike Prestwood Smith ; Matthew Gough
  - Kill Bill : Volume 1 (Kill Bill: Vol. 1) – Michael Minkler ; Myron Nettinga ; Wylie Statesman ; Mark Ulano
  - Le Seigneur des anneaux : Le Retour du roi (The Lord of the Rings: The Return of the King) – Ethan Van der Ryn ; David Farmer ; Mike Hopkins ; Hammond Peek ; Christopher Boyes ; Michael Semanick ; Michael Hedges ♕
  - Pirates des Caraïbes : La Malédiction du Black Pearl (Pirates of the Caribbean: The Curse of the Black Pearl) – Christopher Boyes ; George Watters II ; Lee Orloff ; David Parker ; David E. Campbell ♙
- 2005 : Ray – Karen M. Baker ; Per Hallberg ; Steve Cantamessa ; Scott Millan ; Greg Orloff ; Bob Beemer ♕
  - Aviator (The Aviator) – Philip Stockton ; Eugene Gearty ; Petur Hliddal ; Tom Fleischman ♙
  - Collatéral (Collateral) – Elliott Koretz ; Lee Orloff ; Michael Minkler ; Myron Nettinga
  - Le Secret des poignards volants (十面埋伏) – Jing Tao ; Roger Savage
  - Spider-Man 2 – Paul N.J. Ottosson ; Kevin O'Connell ; Greg P. Russell (en) ; Jeffrey J. Haboush ♙
- 2006 : Walk the Line – Paul Massey ; Doug Hemphill ; Peter F. Kurland ; Donald Sylvester ♙
  - Batman Begins – David Evans ; Stefan Henrix ; Peter Lindsa
  - King Kong – Hammond Peek ; Christopher Boyes ; Mike Hopkins ; Ethan Van der Ryn ♕
  - The Constant Gardener – Joakim Sundström ; Stuart Wilson ; Mike Prestwood Smith ; Sven Taits
  - Collision (Crash) – Richard Van Dyke ; Sandy Gendler ; Adam Jenkins ; Marc Fishman
- 2007 : Casino Royale – Chris Munro ; Eddy Joseph ; Mike Prestwood Smith ; Martin Cantwell ; Mark Taylor
  - Babel – José Antonio García ; Jon Taylor ; Christian P. Minkler ; Martín Hernández
  - Le Labyrinthe de Pan (El Laberinto del fauno) – Martín Hernández ; Jaime Baksht ; Miguel Ángel Polo
  - Pirates des Caraïbes : Le Secret du coffre maudit (Pirates of the Caribbean: Dead Man's Chest) – Christopher Boyes ; George Watters II ; Paul Massey ; Lee Orloff ♙
  - Vol 93 (United 93) – Chris Munro ; Mike Prestwood Smith ; Doug Cooper ; Oliver Tarney (en) ; Eddy Joseph
- 2008 : La Vengeance dans la peau (The Bourne Ultimatum) – Kirk Francis ; Scott Millan ; David Parker ; Karen Baker Landers ; Per Hallberg ♕
  - Reviens-moi (Atonement) – Danny Hambrook ; Paul Hamblin ; Catherine Hodgson ; Becki Ponting
  - No Country for Old Men – Peter Kurland ; Skip Lievsay ; Craig Berkey ; Greg Orloff ♙
  - There Will Be Blood – Christopher Scarabosio ; Matthew Wood ; John Pritchett ; Michael Semanick ; Tom Johnson ♙
  - La Môme – Laurent Zeilig ; Pascal Villard ; Jean-Paul Hurier ; Marc Doisne
- 2009 : Slumdog Millionaire – Glenn Freemantle ; Resul Pookutty ; Richard Pryke ; Tom Sayers ; Ian Tapp ♙
  - L'Échange (Changeling) – Walt Martin ; Alan Robert Murray ; John Reitz ; Gregg Rudloff
  - The Dark Knight : Le Chevalier noir (The Dark Knight) – Lora Hirschberg ; Richard King ; Ed Novick ; Gary Rizzo ♕
  - Quantum of Solace – Jimmy Boyle ; Eddy Joseph ; Chris Munro ; Mike Prestwood Smith ; Mark Taylor
  - WALL-E (WALL-E) – Ben Burtt ; Tom Myers ; Michael Semanick ; Matthew Wood ♙

### Années 2010
- 2010 : Démineurs (The Hurt Locker) – Ray Beckett ; Paul N. J. Ottosson ; Craig Stauffer ♕
  - Avatar – Christopher Boyes ; Gary Summers ; Andy Nelson ; Tony Johnson ; Addison Teague ♙
  - District 9 – Brent Burge ; Chris Ward ; Dave Whitehead ; Michael Hedges ; Ken Saville
  - Star Trek – Peter J. Devlin ; Andy Nelson ; Anna Behlmer ; Mark P. Stoeckinger ; Ben Burtt ♙
  - Là-haut (Up) – Tom Myers ; Michael Silvers ; Michael Semanick
- 2011 : Inception – Richard King ; Lora Hirschberg ; Gary A. Rizzo ; Ed Novick ♕
  - 127 Heures (127 Hours) – Glenn Freemantle ; Ian Tapp ; Richard Pryke ; Steven C. Laneri ; Douglas Cameron
  - Black Swan – Ken Ishii ; Craig Henighan ; Dominick Tavella
  - Le Discours d'un roi (The King's Speech) – John Midgley ; Lee Walpole ; Paul Hamblin ; Martin Jensen ♙
  - True Grit – Skip Lievsay ; Craig Berkey ; Greg Orloff ; Peter F. Kurland ; Douglas Axtell ♙
- 2012 : Hugo Cabret (Hugo) – Philip Stockton ; Eugene Gearty ; Tom Fleischman ; John Midgley
  - The Artist – Nadine Muse ; Gérard Lamps ; Michael Krikorian
  - Cheval de guerre (War Horse) – Stuart Wilson ; Gary Rydstrom ; Andy Nelson ; Tom Johnson ; Richard Hymns
  - Harry Potter et les Reliques de la Mort - 2e partie (Harry Potter and the Deathly Hallows - Part 2) – James Mather ; Stuart Wilson ; Stuart Hilliker ; Mike Dowson ; Adam Scrivener
  - La Taupe (Tinker, Tailor, Soldier, Spy) – John Casali ; Howard Bargroff ; Doug Cooper ; Stephen Griffiths ; Andy Shelley
- 2013 : Les Misérables – Simon Hayes, Andy Nelson, Mark Paterson, Jonathan Allen, Lee Walpole et John Warhurst
  - Django Unchained – Mark Ulano, Michael Minkler, Tony Lamberti et Wylie Stateman
  - Le Hobbit : Un voyage inattendu (The Hobbit: An Unexpected Journey) – Tony Johnson, Christopher Boyes, Michael Hedges, Michael Semanick, Brent Burge et Chris Ward
  - L'Odyssée de Pi (Life of Pi) – Drew Kunin, Eugene Gearty, Philip Stockton, Ron Bartlett et D. M. Hemphill
  - Skyfall – Stuart Wilson, Scott Millan, Greg P. Russell, Per Hallberg et Karen Baker Landers
- 2014 : Gravity – Glenn Freemantle, Skip Lievsay, Christopher Benstead, Niv Adiri et Chris Munro
  - All Is Lost – Richard Hymns, Steve Boeddeker, Brandon Proctor, Micah Bloomberg et Gillian Arthur
  - Capitaine Phillips (Captain Phillips) – Chris Burdon, Mark Taylor, Mike Prestwood Smith, Chris Munro et Oliver Tarney
  - Inside Llewyn Davis – Peter F. Kurland, Skip Lievsay et Greg Orloff
  - Rush – Danny Hambrook, Martin Steyer, Stefan Korte, Markus Stemler et Frank Kruse
- 2015 : Whiplash – Thomas Curley, Ben Wilkins et Craig Mann
  - American Sniper – Walt Martin, John T. Reitz, Gregg Rudloff, Alan Robert Murray et Bub Asman
  - Birdman – Thomas Varga, Martín Hernández, Aaron Glascock, Jon Taylor et Frank A. Montaño
  - The Grand Budapest Hotel – Wayne Lemmer, Christopher Scarabosio et Pawel Wdowczak
  - Imitation Game (The Imitation Game) – John Midgley, Lee Walpole, Stuart Hilliker et Martin Jensen
- 2016 : The Revenant – Lon Bender, Chris Duesterdiek, Martin Hernández, Frank A. Montaño, Jon Taylor et Randy Thom
  - Le Pont des espions – Drew Kunin, Richard Hymns, Andy Nelson et Gary Rydstrom
  - Mad Max: Fury Road – Scott Hecker, Chris Jenkins, Mark Mangini, Ben Osmo, Gregg Rudloff et David White
  - Seul sur Mars – Paul Massey, Mac Ruth, Oliver Tarney et Mark Taylor
  - Star Wars, épisode VII : Le Réveil de la Force – David Acord, Andy Nelson, Christopher Scarabosio, Matthew Wood et Stuart Wilson
- 2017 : Premier Contact – Claude La Haye, Bernard Gariépy Strobl et Sylvain Bellemare
  - Deepwater – Mike Prestwood Smith, Dror Mohar, Wylie Stateman et David Wyman
  - Les Animaux fantastiques – Niv Adiri, Glenn Freemantle, Simon Hayes, Andy Nelson et Ian Tapp
  - Tu ne tueras point – Peter Grace, Robert Mackenzie, Kevin O'Connell et Andy Wright
  - La La Land – Mildred Iatrou Morgan, Ai-Ling Lee, Steven Morrow et Andy Nelson
- 2018 : Dunkerque (Dunkirk) – Richard King, Gregg Landaker, Gary A. Rizzo, Mark Weingarten
  - Baby Driver – Tim Cavagin, Mary H. Ellis, Julian Slater
  - Blade Runner 2049 – Ron Bartlett, Doug Hemphill, Mark Mangini, Mac Ruth
  - La Forme de l'eau (The Shape of Water) – Christian Cooke, Glen Gauthier, Nathan Robitaille, Brad Zoern
  - Star Wars, épisode VIII : Les Derniers Jedi (Star Wars: The Last Jedi) – Ren Klyce, David Parker, Michael Semanick, Stuart Wilson, Matthew Wood
- 2019 : Bohemian Rhapsody - John Casali, Tim Cavagin, Nina Hartstone, Paul Massey (en) et John Warhurst
  - First Man : Le Premier Homme sur la Lune - Mary H. Ellis (en), Mildred Iatrou Morgan (en), Ai-Ling Lee (en), Frank A. Montaño (en) et Jon Taylor (en)
  - Mission impossible : Fallout - Gilbert Lake, James H. Mather, Christopher Munro et Mike Prestwood Smith (en)
  - Sans un bruit - Erik Aadahl, Michael Barosky, Brandon Procter et Ethan Van der Ryn
  - A Star Is Born - Steve A. Morrow (en), Alan Robert Murray, Jason Ruder, Tom Ozanich et Dean A. Zupancic

### Années 2020
- 2020 : 1917 – Scott Millan, Oliver Tarney, Rachael Tate, Mark Taylor et Stuart Wilson 
  - Joker – Tod Maitland, Alan Robert Murray, Tom Ozanich et Dean A. Zupancic
  - Le Mans 66 – David Giammarco, Paul Massey, Steven A. Morrow et Donald Sylvester
  - Rocketman – Matthew Collinge, John Hayes, Mike Prestwood Smith et Danny Sheehan
  - Star Wars, épisode IX : L'Ascension de Skywalker – David Acord, Andy Nelson, Christopher Scarabosio, Stuart Wilson et Matthew Wood

- 2021 : Sound of Metal - Jaime Baksht, Nicolas Becker, Phillip Bladh, Carlos Cortés et Michelle Couttolenc
  - La Mission - Michael Fentum, William Miller, Mike Prestwood Smith, John Pritchett et Oliver Tarney
  - Nomadland -  Sergio Diaz, Zach Seivers et M. Wolf Snyder
  - Soul - Coya Elliott, Ren Klyce et David Parker
  - USS Greyhound : La Bataille de l'Atlantique

- 2022 : Dune – Ron Bartlett, Theo Green, Doug Hemphill, Mark Mangini et Mac Ruth
  - Last Night in Soho – Tim Cavagin, Dan Morgan, Colin Nicolson et Julian Slater
  - No Time to Die – James Harrison, Simon Hayes, Paul Massey, Oliver Tarney (en) et Mark Taylor
  - Sans un bruit 2 – Erik Aadahl, Michael Barosky, Brandon Proctor et Ethan Van der Ryn
  - West Side Story – Brian Chumney, Tod A. Maitland, Andy Nelson et Gary Rydstrom

- 2023 : À l'Ouest, rien de nouveau – Lars Ginzsel, Frank Kruse, Viktor Prášil, Markus Stemler
  - Avatar : La Voie de l'eau (Avatar: The Way of Water) – Christopher Boyes, Michael Hedges, Julian Howarth, Gary Summers, Gwendolyn Yates Whittle
  - Elvis – Michael Keller, David Lee, Andy Nelson, Wayne Pashley
  - Tár – Deb Adair, Stephen Griffiths, Andy Shelley, Steve Single, Roland Winke
  - Top Gun : Maverick – Chris Burdon, James H. Mather, Al Nelson, Mark Taylor, Mark Weingarten

- 2024 : La Zone d'intérêt – Johnnie Burn et Tarn Willers
  - Ferrari – Angelo Bonanni, Tony Lamberti (en), Andy Nelson, Lee Orloff et Bernard Weiser
  - Maestro – Richard King, Steven A. Morrow (en), Tom Ozanich (en), Jason Ruder (en) et Dean Zupancic
  - Mission impossible : Dead Reckoning (Mission: Impossible – Dead Reckoning) – Chris Burdon, James Mather, Chris Munro, Mark Taylor
  - Oppenheimer – Willie Burton, Richard King, Kevin O'Connell (en) et Gary A. Rizzo

- 2025 : Dune, deuxième partie – Gareth John, Richard King, Ron Bartlett (en) et Doug Hemphill
  - Blitz – John Casali, Paul Cotterell, James Harrison
  - Gladiator 2 – Stéphane Bucher, Matthew Collinge, Paul Massey, Danny Sheehan
  - The Substance – Valérie Deloof, Victor Fleurant, Victor Praud, Stéphane Thiébaut, and Emmanuelle Villard
  - Wicked – Simon Hayes, Nancy Nugent Title, Jack Dolman, Andy Nelson et John Marquis